# سورة الفتح

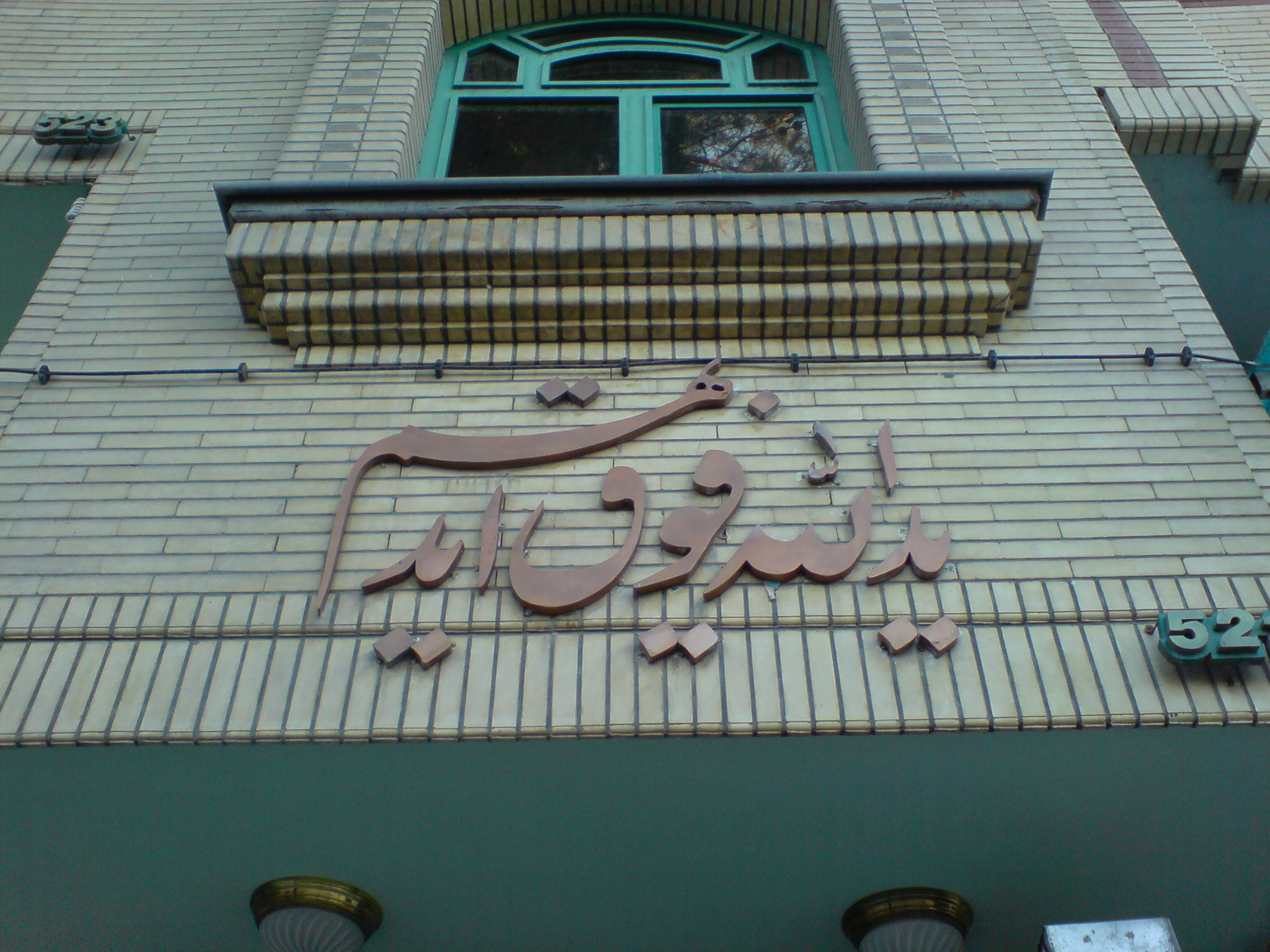
«يد الله فوق أيديهم» مكتوبة على أحد مباني نيسابور.

مخطوطة بها الآيات 10 و11 من سورة الفتح

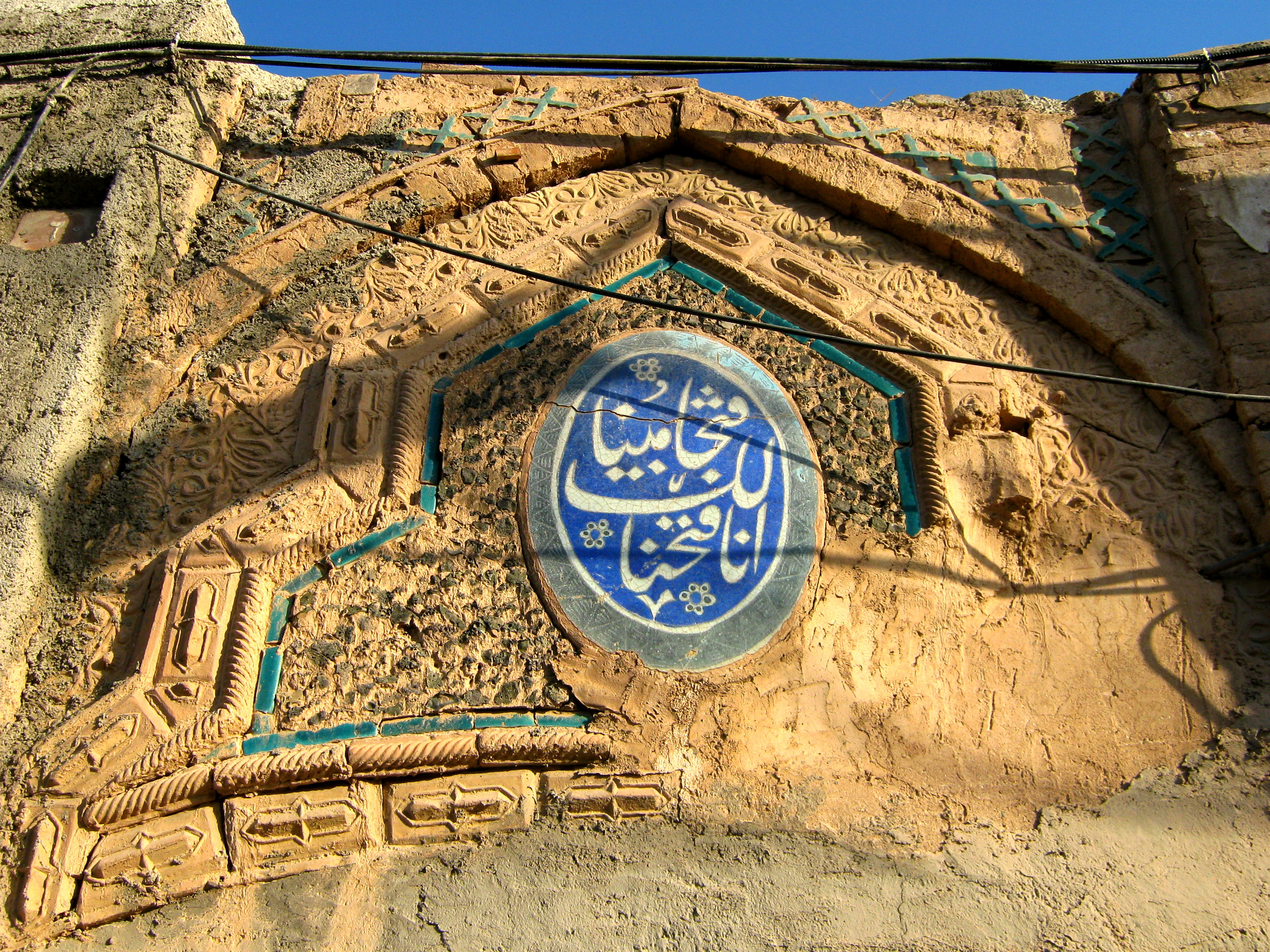
علي أحد المنازل القديمة لنيسابور

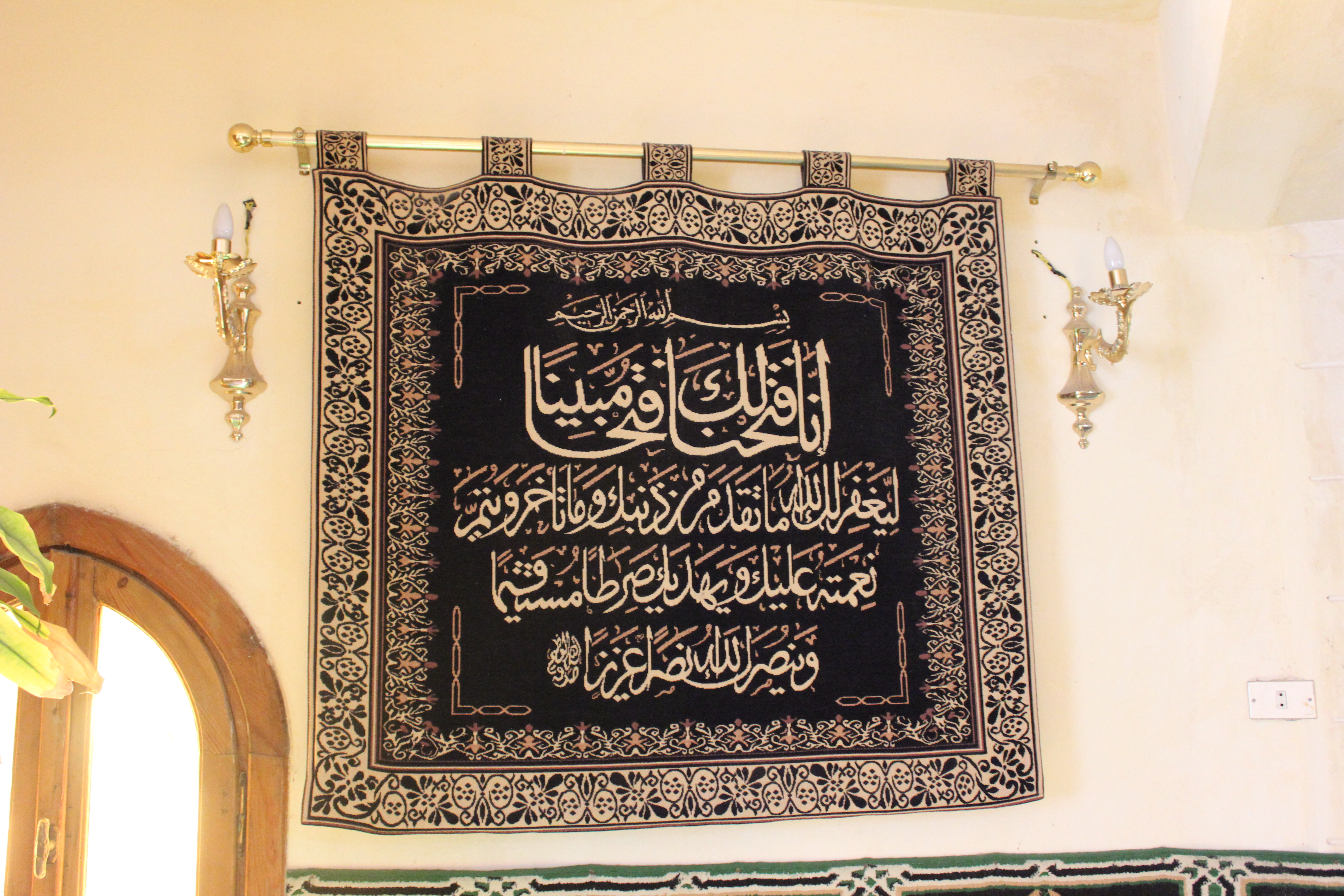

سورة الفتح سورة مدنية نزلت على النبيّ محمد بعد صلح الحديبية عام 6هـ وهو في طريقه من الحديبية إلى المدينة، وهي من المثاني، آياتها 29، وترتيبها في المصحف 48، في الجزء السادس والعشرين، بدأت بأسلوب قصر: ﴿إِنَّا فَتَحْنَا لَكَ فَتْحًا مُبِينًا ۝١﴾ [الفتح:1]، نزلت بعد سورة الجمعة.

## فضل السورة
- روى أحمد في مسنده: عَنْ أَنَسٍ أَنَّهَا نَزَلَتْ عَلَى النَّبِيِّ ﷺ مَرْجِعَهُ مِنْ الْحُدَيْبِيَةِ وَأَصْحَابُهُ يُخَالِطُونَ الْحُزْنَ وَالْكَآبَةَ وَقَدْ حِيلَ بَيْنَهُمْ وَبَيْنَ مَسَاكِنِهِمْ وَنَحَرُوا الْهَدْيَ بِالْحُدَيْبِيَةِ ﴿إِنَّا فَتَحْنَا لَكَ فَتْحًا مُبِينًا ۝١ لِيَغْفِرَ لَكَ اللَّهُ مَا تَقَدَّمَ مِنْ ذَنْبِكَ وَمَا تَأَخَّرَ وَيُتِمَّ نِعْمَتَهُ عَلَيْكَ وَيَهْدِيَكَ صِرَاطًا مُسْتَقِيمًا ۝٢﴾ [الفتح:1–2] قَالَ: لَقَدْ أُنْزِلَتْ عَلَيَّ آيَتَانِ هُمَا أَحَبُّ إِلَيَّ مِنْ الدُّنْيَا جَمِيعًا.[2]

## موضوع السورة
الجو الذي نزلت فيه السورة هو الجو الذي اطمأنت فيه نفس الرسول إلى إلهام ربه، فتجرد من كل إرادة إلا ما يوحيه هذا الإلهام العلوي الصادق، ومضى يستلهم هذا الإيحاء في كل خطوة وفي كل حركة، لا يستفزه عنه مستفز، سواء من المشركين أو من أصحابه الذين لم تطمئن نفوسهم في أول الأمر لقبول استفزاز المشركين وحميتهم الجاهلية، ثم أنزل السكينة في قلوبهم، ففاءوا إلى الرضى واليقين والقبول الخالص العميق.
كما جاء في الافتتاح، الامتنان على المؤمنين بالسكينة وتبشيرهم بالمغفرة والثواب، وعون السماء بجنود الله: ﴿هُوَ الَّذِي أَنْزَلَ السَّكِينَةَ فِي قُلُوبِ الْمُؤْمِنِينَ لِيَزْدَادُوا إِيمَانًا مَعَ إِيمَانِهِمْ وَلِلَّهِ جُنُودُ السَّمَاوَاتِ وَالْأَرْضِ وَكَانَ اللَّهُ عَلِيمًا حَكِيمًا ۝٤﴾ [الفتح:4]. ذلك مع ما أعده لأعدائهم من المنافقين والمنافقات والمشركين والمشركات من غضب وعذاب: ﴿وَيُعَذِّبَ الْمُنَافِقِينَ وَالْمُنَافِقَاتِ وَالْمُشْرِكِينَ وَالْمُشْرِكَاتِ الظَّانِّينَ بِاللَّهِ ظَنَّ السَّوْءِ عَلَيْهِمْ دَائِرَةُ السَّوْءِ وَغَضِبَ اللَّهُ عَلَيْهِمْ وَلَعَنَهُمْ وَأَعَدَّ لَهُمْ جَهَنَّمَ وَسَاءَتْ مَصِيرًا ۝٦﴾ [الفتح:6].
ثم التنويه ببيعة رسول الله واعتبارها بيعة الله، وربط قلوب المؤمنين بربهم مباشرة عن هذا الطريق، بهذا الرباط المتصل مباشرة بالله الحي الباقي الذي لا يموت: ﴿إِنَّا أَرْسَلْنَاكَ شَاهِدًا وَمُبَشِّرًا وَنَذِيرًا ۝٨ لِتُؤْمِنُوا بِاللَّهِ وَرَسُولِهِ وَتُعَزِّرُوهُ وَتُوَقِّرُوهُ وَتُسَبِّحُوهُ بُكْرَةً وَأَصِيلًا ۝٩ إِنَّ الَّذِينَ يُبَايِعُونَكَ إِنَّمَا يُبَايِعُونَ اللَّهَ يَدُ اللَّهِ فَوْقَ أَيْدِيهِمْ فَمَنْ نَكَثَ فَإِنَّمَا يَنْكُثُ عَلَى نَفْسِهِ وَمَنْ أَوْفَى بِمَا عَاهَدَ عَلَيْهُ اللَّهَ فَسَيُؤْتِيهِ أَجْرًا عَظِيمًا ۝١٠﴾ [الفتح:8–10].
وتختم السورة بالصفة الكريمة التي تميز هذه المجموعة المختارة من البشر، وتفردها بسمتها الخاصة، وتنوه بها في الكتب السابقة: التوراة والإنجيل، وبوعد الله الكريم بالمغفرة والأجر العظيم: ﴿مُحَمَّدٌ رَسُولُ اللَّهِ وَالَّذِينَ مَعَهُ أَشِدَّاءُ عَلَى الْكُفَّارِ رُحَمَاءُ بَيْنَهُمْ تَرَاهُمْ رُكَّعًا سُجَّدًا يَبْتَغُونَ فَضْلًا مِنَ اللَّهِ وَرِضْوَانًا سِيمَاهُمْ فِي وُجُوهِهِمْ مِنْ أَثَرِ السُّجُودِ ذَلِكَ مَثَلُهُمْ فِي التَّوْرَاةِ وَمَثَلُهُمْ فِي الْإِنْجِيلِ كَزَرْعٍ أَخْرَجَ شَطْأَهُ فَآزَرَهُ فَاسْتَغْلَظَ فَاسْتَوَى عَلَى سُوقِهِ يُعْجِبُ الزُّرَّاعَ لِيَغِيظَ بِهِمُ الْكُفَّارَ وَعَدَ اللَّهُ الَّذِينَ آمَنُوا وَعَمِلُوا الصَّالِحَاتِ مِنْهُمْ مَغْفِرَةً وَأَجْرًا عَظِيمًا ۝٢٩﴾ [الفتح:29].
وهكذا تصبح نصوص السورة مفهومة، تعيش في جوها الذي نزلت فيه، وتصوره أقوى تصوير، بأسلوب القرآن الخاص الذي لايفصل الحوادث بترتيبها وتسلسلها، ولكنه يأخد منها لمحات توجيهية وتربويه، ويربط الحادثة المفردة بالقاعدة الشاملة، والموقف الخاص بالأصل الكوني العام. ويخاطب النفوس والقلوب بطريقته الفذة ومنهجه الفريد.

## حروف الهجاء
﴿مُحَمَّدٌ رَسُولُ اللَّهِ وَالَّذِينَ مَعَهُ أَشِدَّاءُ عَلَى الْكُفَّارِ رُحَمَاءُ بَيْنَهُمْ تَرَاهُمْ رُكَّعًا سُجَّدًا يَبْتَغُونَ فَضْلًا مِنَ اللَّهِ وَرِضْوَانًا سِيمَاهُمْ فِي وُجُوهِهِمْ مِنْ أَثَرِ السُّجُودِ ذَلِكَ مَثَلُهُمْ فِي التَّوْرَاةِ وَمَثَلُهُمْ فِي الْإِنْجِيلِ كَزَرْعٍ أَخْرَجَ شَطْأَهُ فَآزَرَهُ فَاسْتَغْلَظَ فَاسْتَوَى عَلَى سُوقِهِ يُعْجِبُ الزُّرَّاعَ لِيَغِيظَ بِهِمُ الْكُفَّارَ وَعَدَ اللَّهُ الَّذِينَ آمَنُوا وَعَمِلُوا الصَّالِحَاتِ مِنْهُمْ مَغْفِرَةً وَأَجْرًا عَظِيمًا ۝٢٩﴾ [الفتح:29]
كل حروف هجاء اللغة العربية موجودة بهذه الآية.

## وصلات خارجية
- سورة الفتح مكتوبة بالرسم العثماني

## المصدر
1. ↑  المصحف الإلكتروني، سورة الفتح، التعريف بالسورة نسخة محفوظة 31 يناير 2019 على موقع واي باك مشين.
2. ↑  "فضائل سور القرآن الكريم كما حققها العلامة الألباني". saaid.net. مؤرشف من الأصل في 2019-03-16. اطلع عليه بتاريخ 2019-09-22.
3. ↑  قسم "هل تعلم من بوابة الإسلام

## وصلات خارجية
- سورة الفتح: تجويد-تفسير - موقع Altafsir.com